# Escaramuza charra

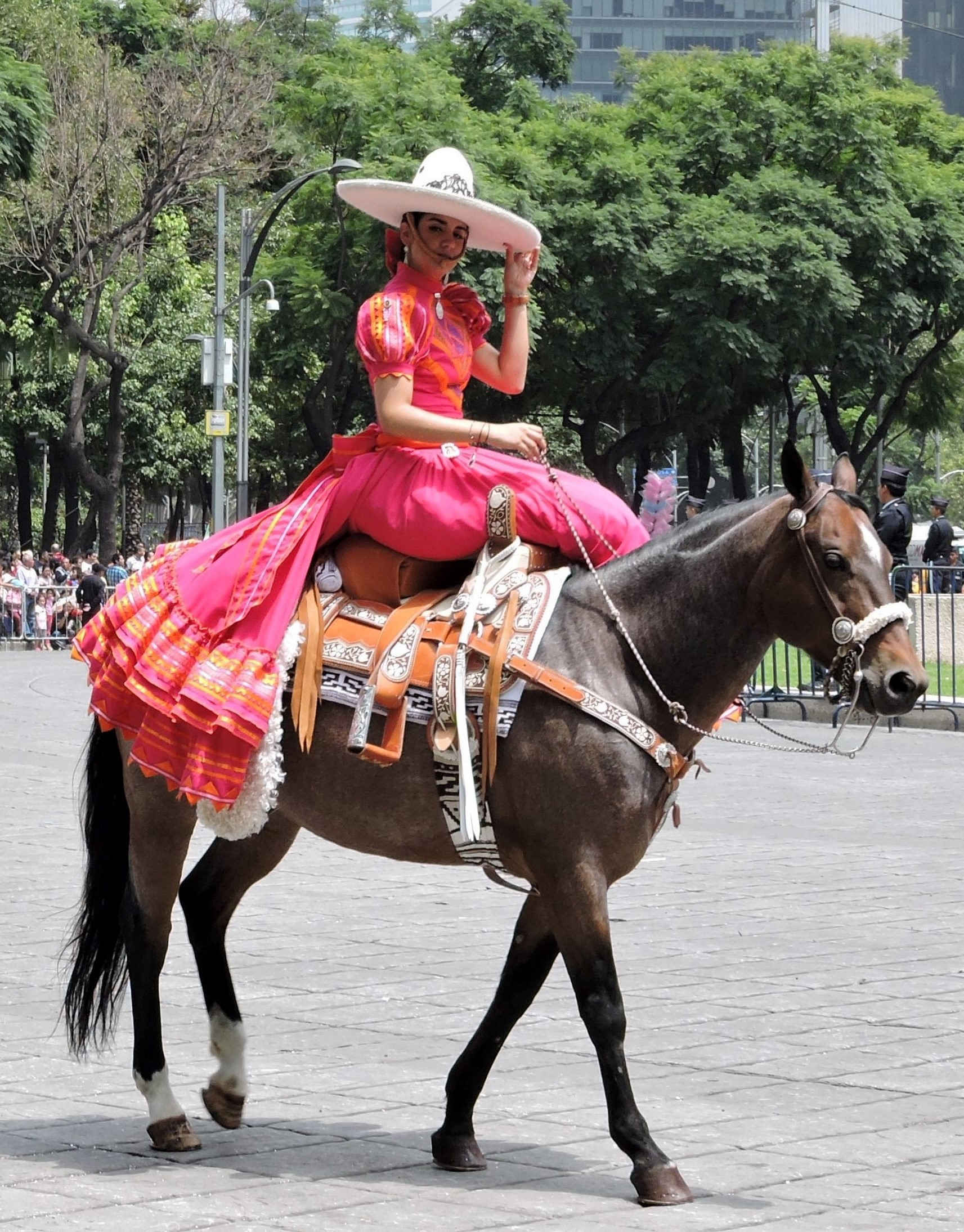
Escaramuza charra en defile en Ciudad de México.

La Escaramuza Charra es el conjunto ecuestre femenino en la charrería mexicana que consiste en evoluciones coreografiadas a caballo con música de fondo. La escaramuza charra se conforma por ocho integrantes montadas a la inglesa y su presentación consta de 12 ejercicios, los cuales son a alta velocidad, mismos que consisten en hacer cruces y giros, con lo que se demuestra la destreza que tienen las damas para montar y la buena rienda de sus caballos.

## Historia
Fue hasta la década de los 50 que las mujeres comenzaron a participar en la charrería, dentro de la Asociación Nacional de Charros, la escaramuza charra fue creada por el señor Everardo Camacho y el instructor Luis Ortega en 1953, la cual estaba conformada por niñas y niños pequeños que tenían entre cinco a nueve años de edad. Esta primera escaramuza fue integrada por los hermanos Guadalupe, Antonio y José Camacho, Luis, Arturo y María Eugenia Ruiz Loredo. Como en ese entonces fue algo innovador, tuvo mucho éxito, ya que en aquella presentación los niños demostraron su destreza al montar a la usanza charra y la educación de sus caballos.

## Integrantes
Los equipos de escaramuzas se conforman por ocho integrantes; cuando son monumentales pueden ser más de ocho. Sin embargo, cuando participan en torneos tiene que cumplir un reglamento, que al igual que a los charros les permite participar en el torneo. Cada integrante en competencia oficial debe estar federada, es decir, debe formar parte de la Federación mexicana de Charrería.

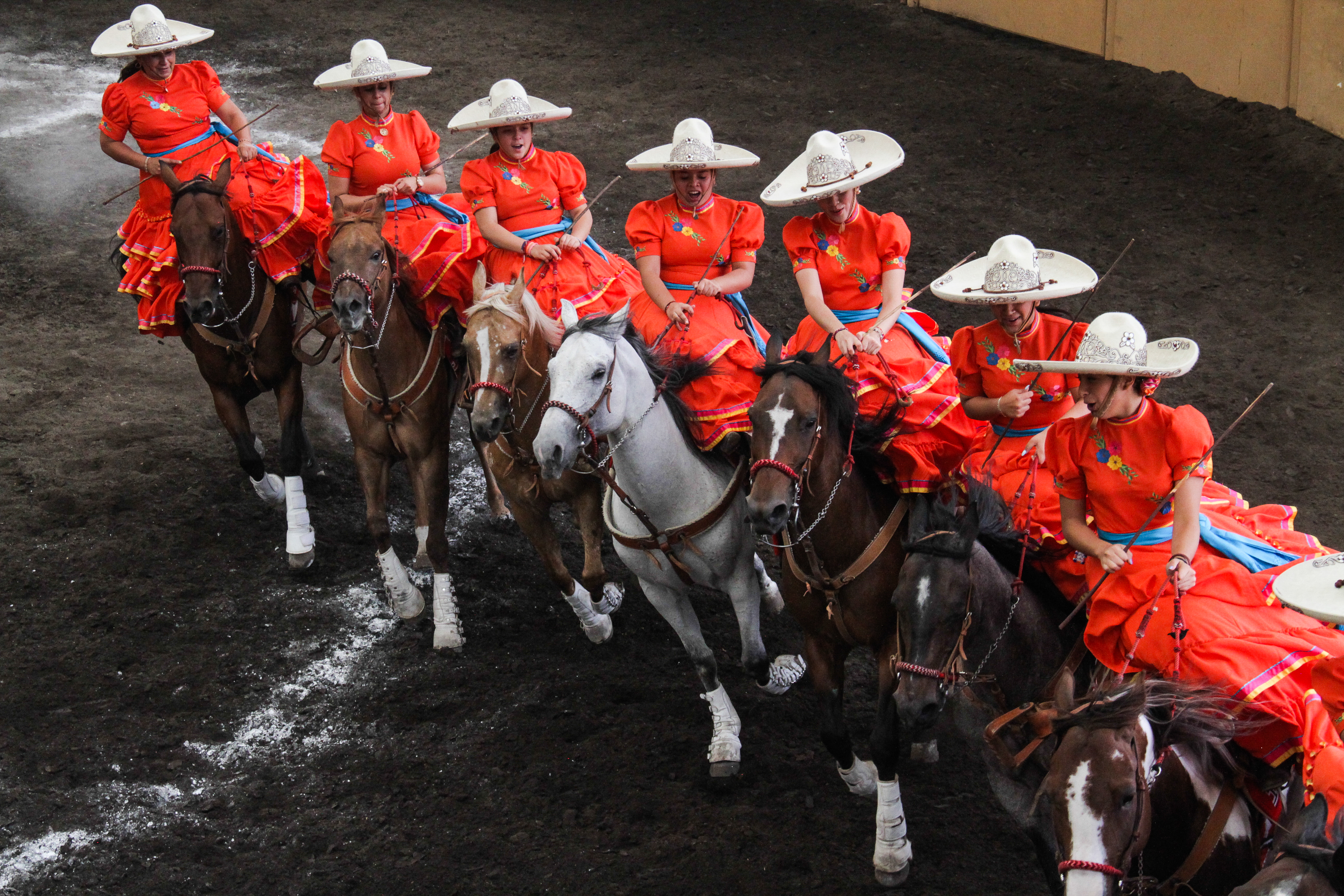
Escaramuza charra en formación

Las integrantes de las escaramuzas, deben presentarse atuendadas, siguiendo el reglamento, iguales entre las ocho, tanto ellas como la montura y los respectivos arreos de los caballos. Los vestidos pueden variar en el color, en parejas, cuartetos o individual.
El entrenamiento tanto de las escaramuzas charras es muy intenso, ya que deben poder controlar sus caballos con suma pericia, ya que sus evoluciones requieren una perfecta coordinación entre todas las integrantes de un mismo equipo.

## Equipo
Su equipo está formado por: Vara, sombrero, Botas, Una Espuela (izquierda), albarda , riendas (freno), vestido, crinolina, rebozo, moño del cabello y calzonera.
Las monturas se les denomina albarda.

## Vestimenta
En la vestimenta de la mujer dentro del ámbito charro existen diferentes trajes, entre ellos los siguientes:
- Adelita
- China poblana
- Traje de faena
- Media gala
- Gala
- Etiqueta

El vestido de adelita o de ranchera mexicana se utiliza mucho para las competencias, así como el traje de charro de faena, de media gala o de gala. El traje de china poblana sólo se utiliza para desfiles o para algún otro evento, no para competir.

### Vestido de adelita

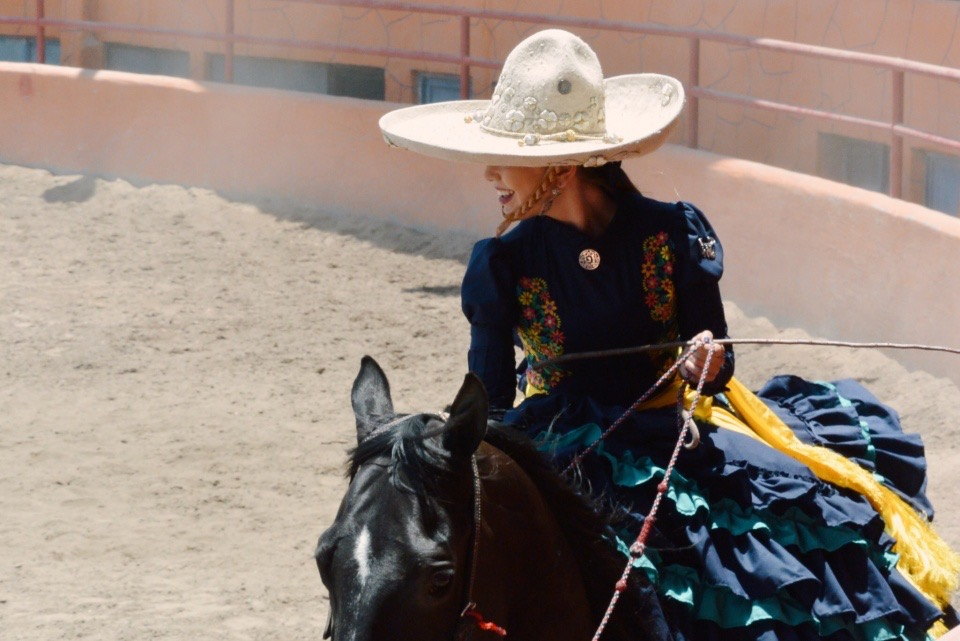
Escaramuza charra con traje de adelita para competición.

Este es el reglamento para el uso del vestido de escaramuza o Ranchera para lo siguiente:
- Concursos de presentación
- Eventos sociales, culturales y oficiales
- Calificación en competencias oficiales de escaramuzas

La falta de alguno de los conceptos y el uso de lo no permitido citados a continuación será motivo de descalificación del equipo en la competencia, ya que su uso es obligatorio.
Para las competencias oficiales de escaramuzas todas las partes de este atuendo deberán portarlo igual las integrantes de una misma escaramuza.

El vestido de Adelita o Ranchera se compone de las siguientes partes y características.
- Tela: La tela debe de ser de algodón, popelina, manta, lino o dacrón y ser siempre opacas. No se permite el uso de telas transparentes, satinadas, brillosas, fluorescentes, doradas, plateadas o en colores neones.
- Hechura: Puede elaborarse de una sola pieza o también en dos piezas; falda y blusa. Para la escaramuza la hechura deberá ser la misma entre las ocho integrantes, aunque pueden usar diferentes colores en la tela, ya sea en parejas, cuartetos o individual.
- Holan: Es obligatorio llevar cuando menos un holán plisado y cosido independiente en la parte baja del vestido o falda.
- Adornos: Los adornos del vestido podrán ser de tela, tira bordada, encaje de algodón o poliéster, listones y espiguillas. En el caso de usar vestidos pintados, con aplicaciones tejidas o de otro tipo de artesanía, si el dibujo de los vestidos variara, no se considerará como diferencias en el atuendo. No se permiten adornos en colores fluorescentes, plateados, dorados y neones.
- Cuello: Es obligatorio que lleve cuello alto.
- Mangas: Debe llevar mangas largas o cortas al estilo antiguo, es decir, amplia en la parte de arriba.
- Espalda: El uso del cierre o botones en la espalda será opcional.
- Banda: Es obligatoria la banda completa en la cintura o pegada en los costados hacia atrás y debe ir con moño de mariposa y colas, se permite la banda tipo cinturón con moño de mariposa y colas previamente cosido, además del rebozo.
- Largo: El largo del vestido debe ser a la mitad de la bota jalisco con la crinolina puesta.
- Moño: Deberá ser de tela, listón satinado o mate, encaje de algodón u organza en combinación con el vestido o el rebozo, sin exagerar el tamaño, se porta con todo el cabello recogido a la altura de la nuca. El moño debe estar sujeto al cabello, no se permite pegarlo al sombrero, al vestido ni a algún objeto que ayude a mantenerlo puesto como a un elástico o hilo de coser. Si el moño lleva flores de estas deben ser discretas y pequeñas. Todos los moños de las integrantes de una misma escaramuza deben ser iguales. Se prohíbe el uso de lentejuelas, canutillo, chaquiras, papeles, pedrerías, adornos fluorescentes, dorados, plateados, neones, tornasoles o demasiadas flores.
- Crinolina: Debe ser de fibras naturales como el algodón, popelina, cabeza de indio, manta y tira bordada en color blanco, crudo y beige, pudiendo llevar adornos de encaje o punta en los mismos colores. Si se desea se podrá usar listón dentro del pasa-listón en combinación con el vestido. No es obligatorio que sean iguales las de las ocho integrantes. Es obligatorio su uso. No se permite el uso del tul. No debe salir por debajo del vestido. Debe usarse almidonada de lo contrario se harán acreedoras a una sanción de dos puntos.
- Calzonera: De algodón, popelina, cabeza de indio, manta en color blanco o crudo. La hechura deberá ser con resorte en la cintura, sin cierres ni bolsas y larga hasta el tobillo. Se usa por dentro de la bota Jalisco. Si se desea puede llevar adornos como encajes, pasa-listón y listón. Los adornos pueden ser del color de la calzonera o hacer juego con los adornos o el color del vestido. Están prohibidas las mallas, licras, mallones y su confección completa de tira bordada. No es obligatorio que sean iguales las de las ocho integrantes. Cuando no se monte a caballo la calzonera debe ser corta a la altura de la rodilla.
- Rebozo: Se porta anudado a la cintura con el nudo al lado izquierdo sobre la banda del vestido. El rebozo deberá hacer juego o contraste con el vestido y sus adornos, en lo que se refiere al color y al tono. Los rebozos pueden variar en las puntas y ligeramente en tonos. Pueden usarse en diferentes colores, ya sea en pares, cuartetos o individual. El uso de colores fluorescentes, neones, llevar adornos sobrepuestos y el uso de fajillas charras en lugar del rebozo está prohibido. Cuando no se monte a caballo el rebozo debe llevarse terciado sobre uno o ambos hombros.
- Botas: Deberán ser estilo jalisco en piel o gamuza, siendo obligatorio el cordón a media bota y la herradura por la parte de afuera. En la parte alta podrán tener indistintamente como adorno; cordón, herradura, greca, iniciales, el fierro o bien ser lisas, sin tener que ser iguales entre las integrantes. Los colores deben ser serios e iguales entre las ocho, pudiendo haber ligeras variaciones en el tono, sin confundir con tonos distintos, (esto se toma como arreo diferente) ya sea por el uso o la diferencia del teñido y solo se permiten los siguientes colores: hueso, marfil, beige, miel, oro viejo, ocre, café, marrón, gris, azul marino, vino y verde oscuro, no se permite ningún otro color. Cuando no se monta a caballo se usarán botas porfirianas o de Adelita que pueden ser con botones o agujetas. Los colores permitidos son los mismos que en las botas estilo jalisco además del blanco y negro. No se permite el uso de botas con cierre.
- Sombrero: Puede ser de palma, raíz o vara siendo este el más tradicional con el vestido de Adelita o Ranchera. Se permite el uso de sombreros de fieltro, pelo o lana. El planchado puede ser tipo San Luis moderado, Pachuca o Pachuqueño. Deberán portarlos iguales en material, color y planchado. Los tonos de los materiales pueden variar ligeramente por el uso, decoloraciones del sol, el teñido de las pastas o por la confección con los diferentes artesanos.
- Toquilla: Podrá ser con calabrote trenzado, calada en gamuza, pirograbada, galón francés, cincelada, chumiteada, bordada con hilo de oro, plata o ambos metales, pita, hilo, canutillo. Los dibujos de los bordados y los calados podrán variar. Los tonos de los materiales pueden variar ligeramente por el uso, decoloraciones del sol, teñido de las gamuzas o por la confección con los diferentes artesanos, ya que lo que se califica es el concepto. Si llevan ribete debe ser igual a la toquilla en material y dibujo.
- Chapetas: Para los sombreros de palma, raíz o vara deben ser de cuero, cuerno, hueso, gamuza, se permiten metálicas aunque no correspondan a la categoría del sombrero de faena. Para los de pelo, fieltro o lana deben ser de plata, alpaca, latón, cobre y oro, solo se permiten metálicas. Deberán portarlos por pares e iguales todas las integrantes de una misma escaramuza. Las chapetas son artículos charros elaborados por artesanos, no se permite el uso de cualquier artículo que las sustituya, como aretes, tientos, trozos de cuero o cualquier otro objeto que simule una chapeta, el hacerlo así será considerado como la misma falta de las chapetas (descalificación, art.11.) En los casos en los que solo una de las integrantes de la escaramuza haya perdido una o el par completo, causará una sanción de 6 puntos.
- Aretes: Deben ser tradicionales de manufactura artesanal de cualquier metal, tienen que usarlos en par idéntico cada integrante. Si no se tiene perforación en la oreja no es motivo de descalificación el no portarlos. No tienen que ser iguales los pares de aretes entre las integrantes de la misma escaramuza. El uso de objetos en perforaciones en cualquier parte del cuerpo visible que no sean las orejas se sancionará con 2 puntos.
- Espuela: La espuela se usa en la bota izquierda del mismo material y concepto, sin importar el dibujo en relación con los arreos. Deben portarlas con el mismo concepto todas las integrantes de una escaramuza. Se usa en la bota izquierda, colocada en el tacón. La espuela no es un adorno, es obligatorio su correcto uso y colocación.